# 1681
1681 (MDCLXXXI) je bilo navadno leto, ki se je po gregorijanskem koledarju začelo na sredo, po 10 dni počasnejšem julijanskem koledarju pa na soboto.

## Dogodki
- Ukinitev Kasimskega kanata (ustanovljen 1452)

## Rojstva
- 17. februar - Franc Breckerfeld, slovenski teolog, matematik, astronom, latinist († 1744)
- 14. marec - Georg Philipp Telemann, nemški skladatelj
- avgust - Vitus Jonassen Bering, danski pomorščak, raziskovalec († 1741)

Neznan datum
- Rupa Bhawani - indijska kašmirska pesnica in mistikinja († 1771)
- Hajaši Rijuko, japonski konfucijanski filozof († 1758)